# Kenessey Béla (lelkész)
Kenesei Kenessey Béla (Szeged, 1858. szeptember 14. – Kolozsvár, 1918. január 8.) református lelkész, az Erdélyi református egyházkerület püspöke 1907-től haláláig, teológiai tanár, főrendiházi tag. Egy ideig a Budapesti Református Teológiai Akadémia, majd a Kolozsvári Teológiai Akadémia tanára volt.

## Életútja
Kenessey Albert és Perlaky Ida fia. Tanulmányait Budapesten végezte; 1877-ben az egyetem bölcseleti karára, 1879-ben a teológiai akadémiára iratkozott be. Az 1881–82. tanévet az Utrechti Egyetemen töltötte. Miután Budapesten papi vizsgáit letette, egy ideig segédlelkész és teológiai magántanár, 1884 őszén rendkívüli s 1886-ban rendes tanár lett a bibliai tudományok tanszékén és felszenteltetett. 
1885. november 14-én Budapesten, a Kálvin téri református templomban feleségül vette Vágfalvi Ilonát, Vágfalvi László és Dorner Kornélia leányát.
1891-ben a dunamelléki református egyházkerület aljegyzőjévé, 1892-ben az országos közalapi bizottság előadóvá választotta. 1889-től 1895-ig a Magyar Protestáns Irodalmi Társaságnak pénztárnoka s titkára volt, utóbb választmányi tagja. 1895-től a kolozsvári teológiai akadémia igazgatója s 1896-ban az erdélyi református egyházkerület közgyűlése az igazgatótanács tagjává választotta. Tagja volt a református egyetemes tanügyi bizottságnak is. 1899-ben Kolozsváron lett főjegyző, 1901-ben konventi tag, 1908 elején pedig az erdélyi egyházkerület püspökévé nevezték ki. A Genfi Egyetem 1909-ben teológiai díszdoktorrá avatta. 1918. január 8-án életének 60. évében hunyt el, január 12-én helyezték örök nyugalomra.
Cikkei a Protestáns Egyházi és Iskolai Lapban (1882. Egy látogatás a Nederlandische Zendingsvereening rotterdami misszionárius-képzőintézetben, 1883-tól több cikk, 1891. Ballagi Mór életrajza stb.), a Prot. Közlönyben. A bibliafordítás átdolgozásában is részt vett, a Birák könyvének és a Királyok két könyvének fordításával.

## Munkái
1. János evangéliumának isagogikai ismertetése. Budapest, 1884. (Különnyomat a Prot. Egyh. és Iskolai Lapból)
2. Ujévi egyházi beszéd. Budapest, 1887
3. Az ótestamentum paedagodiája. Budapest, 1887 (különnyomat a Nemzeti Nőnevelésből)
4. Hexateuch előállítása. Székfoglaló értekezés, melyet az 1886-87. tanév megnyitásakor 1886. szept. 6. tartott. Budapest, 1888
5. Lelkészavatási beszéd. Budapest, 1888
6. Női jellemképek a Bibliából. Budapest, 1890 (2. kiadás: 1914, A Protestáns Irodalmi Társaság Házi Kincstára)
7. Károlyi-emlékkönyv. Budapest, 1890 (szerk. A m. prot. irodalmi társaság kiadványai III.)
8. Keresztyén tanítások. Budapest, 1892
9. Jelentés az egyházi közalap tízéves működéséről. Budapest, 1892 (ism. Prot. Egyh. és Isk. Lap)
10. A Biblia nőalakjai. Budapest, 1894 (44 képpel. Ism. Vasárn. Ujság 42. sz.), reprint kiadás: Impresszum Kiadó, Budapest, é. n. [1990-es évek], ISBN 963-85913-9-0

Szerkesztette a Magyar protestáns irodalmi társaság kiadványait 1890-94-ben és a Protestáns Árvaházi Naptárt 1892-97-re, öt évfolyam.

## Kitüntetései

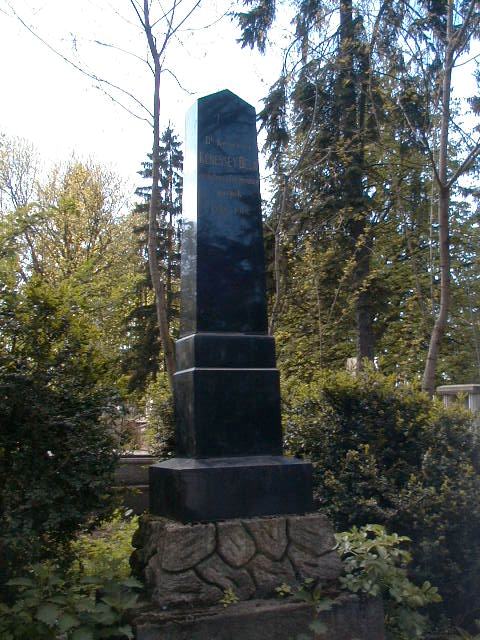
Sírja a Házsongárdi temetőben

- A Ferenc József-rend nagykeresztje